# Wilhelm Normann

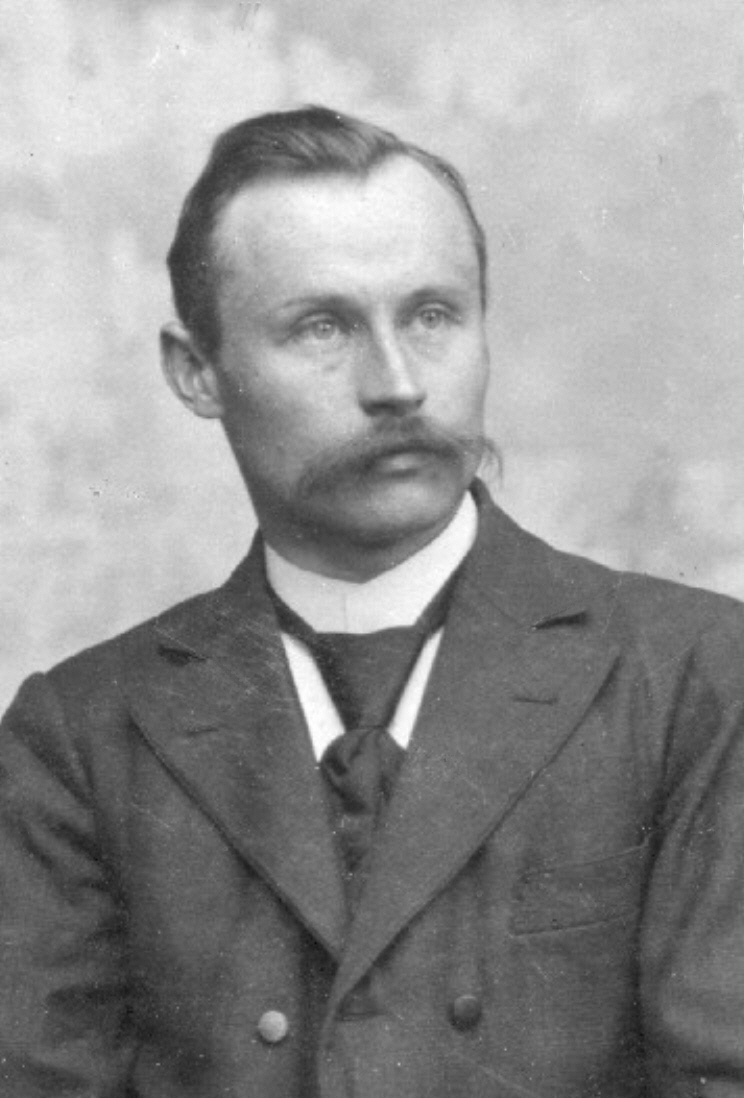
Wilhelm Normann in 1905

Wilhelm Normann (Petershagen 16 januari 1870 – Chemnitz 1 mei 1939), was een Duits chemicus, bioloog, geoloog en ondernemer in Herford.
Wilhelm Normann was de uitvinder van de vetharding (hydrogenering van onverzadigde vetzuren in triglycerides) die het mogelijk maakte op grote schaal plantaardige oliën in de margarineproductie te gebruiken. Normann bouwde hierbij verder op werk van de Franse chemici Paul Sabatier en Jean-Baptiste Senderens.